# Коисо, Куниаки
Куниаки Коисо (яп. 小磯 國昭 Коисо Куниаки, 22 марта 1880, Уцуномия, Япония — 3 ноября 1950, Токио, Япония) — японский военный и политический деятель. Премьер-министр Японии (22 июля 1944 — 7 апреля 1945).

## Биография
После окончания военной академии Куниаки Коисо служил в вооружённых силах Японии. В июне 1901 года получил звание второго лейтенанта и был направлен в 30-й пехотный полк. В ноябре 1903 года произведён в лейтенанты. Участвовал в русско-японской войне. Служил батальонным адъютантом в сентябре 1904 года, командиром роты в мае 1905 года, в июне 1905 года произведён в капитаны. В 1932 году он был назначен начальником штаба Квантунской армии, а затем, после 1934 года — главнокомандующим японской армией в Корее. С 1939 года — в правительстве Японии. С 1939 по 1940 год Коисо работал в министерстве иностранных дел. С 1942 по 1944 год он являлся генерал-губернатором Кореи. В 1944 году Куниаки был назначен премьер-министром Японии, но в 1945 году был снят с должности. После капитуляции Японии во Второй мировой войне Коисо был признан военным преступником, арестован и осуждён Токийским трибуналом к пожизненному лишению свободы. Умер от рака пищевода в тюрьме Сугамо.

## Награды
- Орден Восходящего солнца 5 степени (1 апреля 1906)[1][2][1]
- Орден Золотого коршуна 4 степени (1 апрель 1906)[1]
- Медаль за участие в русско-японской войне (1 апреля 1906)[1]
- Медаль за участие в мировой войне (7 ноября 1917)[1]
- Орден Священного сокровища 3 степени (25 октября 1919)[1][3]
- Орден Золотого коршуна 3 степени (1 ноября 1920)[1]
- Медаль Медаль за кампанию 1914—1920 годов (1 ноября 1920)[1]
- Орден Восходящего солнца 3 степени (1 ноября 1920)[1]
- Орден Священного сокровища 2 класса (6 ноября 1930)[1][4]
- Орден Священного сокровища 1 класса (5 апреля 1934)[1][5]
- Орден Золотого коршуна 2 степени (29 апреля 1934)[1]
- Медаль Медаль за участие в маньчжурском инциденте (29 апреля 1934)[1]
- Орден Благоприятных облаков 1 степени (9 мая 1934)[6]
- Орден Прославленного дракона (14 мая 1942)[7]